# Mikhaïl Illarionovitch Vorontsov
Pour les articles homonymes, voir Mikhaïl Vorontsov et Vorontsov.
Le comte Mikhaïl Illarionovitch Vorontsov (en russe : Михаил Илларионович Воронцов) , né le 23 juillet 1714 à Minsk et mort le 26 juillet 1767 à Moscou, est un diplomate et homme politique russe. Il est ministre des Affaires étrangères de 1758 à 1763, vice-chancelier de 1744 à 1758 et chancelier d'Empire de 1758 à 1763.

## Biographie

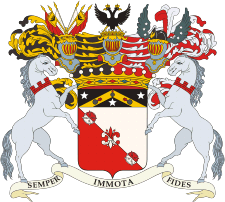
Armoiries de la famille Vorontsov

Le comte Vorontsov était issu d'une ancienne famille de boyards originaire de Novgorod dont le premier représentant connu fut Fiodor Vorontsov, régent pendant la minorité d'Ivan IV de Russie (1543).
L'importance de la famille s'accrut au milieu du XVIIIe siècle ; Mikhaïl Illarionovitch Vorontsov fut à l'origine de la fortune de sa famille. Son neveu, le comte Alexandre Vorontsov, fut également ministre des Affaires étrangères et chancelier d'Empire de 1802 à 1804. Sa nièce, Élisabeth Romanovna Vorontsova, fut la maîtresse de l'empereur Pierre III de Russie ; son autre nièce, la princesse Catherine Vorontsova-Dachkova (1743-1810), fut l'une des meilleures amies de Catherine II de Russie.

### Enfance
Âgé de quatorze ans, Mikhaïl Illarionovitch Vorontsov entra à la Cour de Russie comme page.

### Mariage
Le 3 janvier 1742, Mikhaïl Vorontsov épousa Anna Karlovna Skavronskaïa, une cousine d'Élisabeth Ire de Russie.

### Carrière politique
Le 6 décembre 1741, il participa au coup d'État qui mit Élisabeth sur le trône de Russie. En 1744, l'impératrice lui décerna le titre de comte d'Empire et le nomma vice-chancelier. Mais en 1743, sa jalousie envers le chancelier Bestoujev-Rioumine le poussa à participer au complot (conspiration de Lopoukhina) ourdi par un aventurier français connu sous le nom de comte Jean Armand de Lestocq (1692-1767), afin de provoquer la chute du chancelier. Grâce à l'affection qu'elle lui portait (elle devait beaucoup à sa plume habile), l'impératrice le sauva du sort réservé à ses complices. Mais le comte vécut dans un semi-oubli pendant toute la durée du mandat du chancelier Bestoujev-Rioumine.

#### Vice-chancelier et chancelier d'Empire
Lors de la disgrâce du comte Bestoujev-Rioumine, le 30 août 1757, le comte Vorontsov lui succéda au poste de chancelier de l'Empire (1758). Il joua un rôle majeur au cours du règne d'Élisabeth Ire ; grâce à sa politique étrangère pro-française, il fut à l'origine du rapprochement franco-russe. Mais malgré son bon sens et son honnêteté, le comte fut une personnalité au caractère irrésolu et timoré. Suivant la politique étrangère de l'impératrice, il fut un ennemi déclaré de la Prusse et un ami de la France et de l'Autriche. Lors de l'avènement de Pierre III de Russie (1762), le comte ne fit aucun effort pour dissuader le nouveau tsar de continuer la politique étrangère d'Élisabeth Ire. L'empereur abandonna l'alliance avec la France et l'Autriche.
Le comte continua à soutenir Pierre III lorsqu'il fut déposé du trône (9 juillet 1762). Pour avoir refusé de trahir son maître, le comte Vorontsov fut torturé. Il poussa sa nièce Élisabeth à devenir la maîtresse de Pierre III et la famille Vorontsov demanda au tsar de divorcer pour se remarier avec elle. Pour cette raison, il n'aimait pas la Grande Catherine et refusa de servir la nouvelle impératrice. Il fut donc mis en résidence surveillée et sa nièce Élisabeth exilée. Puis il se ravisa et prêta serment d'allégeance à Catherine II. Il fut alors reconduit dans sa dignité de chancelier d'Empire, fonction qu'il occupa jusqu'à sa mort. En réalité, le comte Panine détenait le contrôle réel des affaires étrangères ; de ce fait, le comte Vorontsov présenta sa démission en 1763.
Franc-maçon, en 1756 il fut Vénérable Maître de la loge de Saint-Pétersbourg Skromnosti  [A la  Discrétion].

## Palais Vorontsov

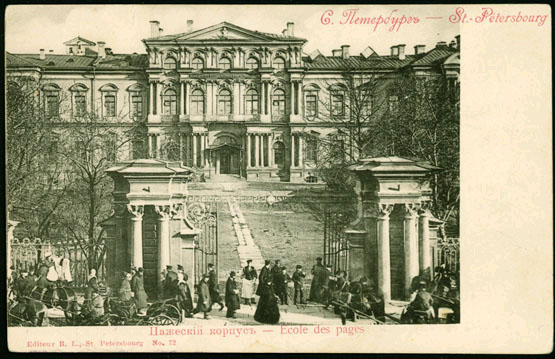
Le palais Vorontsov de Saint-Pétersbourg

Le comte Mikhaïl Illarionovitch Vorontsov fut à l'origine de la renaissance de sa famille, célèbre et ancienne. Son nom fut perpétué grâce au luxueux palais Vorontsov de Saint-Pétersbourg, dû à Bartolomeo Rastrelli (1700-1771), architecte impérial. Il dépensa la majeure partie de sa fortune pour son palais, mais dut le vendre à la Couronne impériale pour achever la décoration intérieure de l'édifice.